# Estancia de Atotonilco
Estancia de Atotonilco är en ort i Mexiko.   Den ligger i kommunen Santa María del Río och delstaten San Luis Potosí, i den centrala delen av landet, 300 km nordväst om huvudstaden Mexico City. Estancia de Atotonilco ligger 1 862 meter över havet och antalet invånare är 739.
Terrängen runt Estancia de Atotonilco är huvudsakligen kuperad, men åt nordost är den platt. Runt Estancia de Atotonilco är det ganska glesbefolkat, med 26 invånare per kvadratkilometer. Närmaste större samhälle är Santa María del Río, 19,3 km norr om Estancia de Atotonilco. Trakten runt Estancia de Atotonilco består i huvudsak av gräsmarker.